# Torsten Friis
Torsten Friis (* 1. August 1882 in Malmö; † 21. April 1967 in Stockholm) war ein schwedischer Generalleutnant. Er war am Aufbau der schwedischen Luftstreitkräfte beteiligt und setzte sich stark für die Schaffung einer einheimischen Luftfahrtindustrie ein.

## Leben
Friis machte 1900 Abitur und trat 1902 in die Artillerietruppe ein, 1908 legte er das Examen an der Ingenieurhochschule ab. Friis wurde 1913 zum Hauptmann befördert und arbeitete 1916 zeitweise mit der österreichisch-ungarischen Armee zusammen. Danach war er Lehrer an der Kriegsakademie von 1918 bis 1919, anschließend an der Artillerie- und Ingenieurschule 1919 bis 1921. Von 1920 bis 1922 war er Adjutant des Kronprinzen.
Friis war im Anschluss Abteilungsleiter im Generalstab von 1922 bis 1927, wurde zum Oberstleutnant befördert und wechselte Anfang der 1930er-Jahre in die 1926 neu gegründeten Luftstreitkräfte, wo er 1934 Generalmajor wurde und bis 1942 der dritte Oberbefehlshaber war. Danach ging er in die Reserve.